# III. Feld
III. Feld ist ein aus einer Hofschaft hervorgegangener Wohnplatz in der bergischen Großstadt Solingen. 

## Lage und Beschreibung
Der heute in der geschlossenen Bebauung aufgegangene Ort III. Feld befindet sich südlich der Solinger Innenstadt am Südrand des Stadtbezirks Solingen-Mitte. Die zu dem Ort gehörenden Gebäude befinden sich südlich der Klingenstraße zwischen den Einmündungen Degenstraße und Pfalzstraße. Im Ort ist nur wenige historische Bausubstanz erhalten, darunter ein denkmalgeschützter Fachwerkhauskomplex an der Klingenstraße. Die meisten Gebäude sind jedoch erst im Zuge baulicher Verdichtung nach dem Zweiten Weltkrieg entstanden. Östlich und südlich ist das III. Feld umgeben von großen Mehrfamilienhaussiedlungen der LEG Immobilien sowie des Spar- und Bauvereins Solingen.
Benachbarte Orte sind bzw. waren (von Nord nach West): Meigen, Halfeshof, IV. Feld, Eick, Krahenhöhe, Spielbruch, Maushöhe, Kirschbaumshöhe, Schützenhöhe, II. und I. Feld.

## Etymologie
Der Name des Ortes kommt mehrfach in Solingen vor, darunter auch in der Walder Hofschaft Felder Hof. Südlich der Solinger Innenstadt gab es insgesamt vier Höfe mit dem Namen Feld sowie drei Felder Straßen, die der Übersicht halber mit römischen Zahlen durchnummeriert wurden. Laut Brangs lagen die Orte Mitte der 1930er Jahre noch immer in relativ großen Feldern (= landwirtschaftlich genutzte Flächen), wodurch ihr Name erklärt werden könne.

## Geschichte
Der Hofschaftsname Feld ist bereits seit dem 14. Jahrhundert nachweisbar, die erste urkundliche Erwähnung erfolgte als van dem Velde im Jahre 1363.:1 Um welchen der vier Höfe es sich dabei handelt, ist nicht bekannt. Im Zehntverzeichnis der Abtei Altenberg von 1488 erscheinen alle vier Orte als Velde. In dem Kartenwerk Topographia Ducatus Montani von Erich Philipp Ploennies, Blatt Amt Solingen, aus dem Jahre 1715 ist der Ort mit einer Hofstelle verzeichnet und als m. Feldt (= mittleres Feld) benannt. Er wurde in den Ortsregistern der Honschaft Dorp innerhalb des Amtes Solingen geführt. Die Topographische Aufnahme der Rheinlande von 1824 verzeichnet den Ort als 2tes Feld (sic), die Preußische Uraufnahme von 1844 verzeichnet den Ort als IIItes Feld. In der Topographischen Karte des Regierungsbezirks Düsseldorf von 1871 ist der Ort ebenfalls als 3tes Feld verzeichnet.
III. Feld gehörte nach Gründung der Mairien und späteren Bürgermeistereien zur Bürgermeisterei Dorp, die im Jahre 1856 das Stadtrecht erhielt, und lag dort in der Flur X. Feld. Die Bürgermeisterei beziehungsweise Stadt Dorp wurde nach Beschluss der Dorper Stadtverordneten zum 1. Januar 1889 mit der Stadt Solingen vereinigt. Damit wurde III. Feld ein Ortsteil Solingens. 
Durch den Ausbau der Chausseen zwischen Solingen und Müngsten 1823/24 sowie zwischen Solingen und Burg 1845/48 entstanden neue Dorper Fabriken und Wohnhäuser bevorzugt entlang oder im Umfeld dieser Ausfallstraßen.:2 Die Bebauung verdichtete sich in verkehrsgünstigen Lagen, am III. Feld allerdings erst allmählich ab der Wende zum 20. Jahrhundert. Noch in der Nachkriegszeit nach dem Zweiten Weltkrieg war die Umgebung des III. Felds nur sehr dünn besiedelt. Die Bebauung verdichtete sich erst im Laufe der 1960er und 1970er Jahre mit der Errichtung der Wohnsiedlungen an Hacketäuer, Zieten- und Klingenstraße, in denen der Ort nahezu geschlossen aufging.
Ein im Ort noch vorhandener, teils verschieferter Fachwerkhauskomplex an der Klingenstraße 121, 123 ist seit dem Jahr 1987 in die Solinger Denkmalliste eingetragen. Er ist oben abgebildet.